# The Highwaymen (supergroep)
The Highwaymen was een Amerikaanse countryband die bij gelegenheid optrad. 

## Historie
De band werd in 1985 opgericht door countrycoryfeeën Johnny Cash en Waylon Jennings en bestond verder uit Willie Nelson en Kris Kristofferson. Hun eerste nummer Highwayman werd meteen een grote hit en haalde zelfs de top van de countrymuziek-rankings in 1985. In datzelfde jaar werd door Columbia het gelijknamige album Highwayman uitgebracht. Ook dat werd een succes. In 1990 werd het album vervolgd met een nieuwe cd, Highwayman 2. Weer vijf jaar later, in 1995, bracht het muzikale viertal hun laatste album, The Road Goes On Forever, uit.
De succesvolle samenwerking van de vier countryzangers kwam in 2002 definitief ten einde toen Waylon Jennings in zijn slaap stierf als gevolg van diabetes. Een jaar later stierf ook Johnny Cash aan de gevolgen van diabetes. Kris Kristofferson overleed in 2024.

## Discografie

### Albums
- 1985: Highwayman
- 1990: Highwayman 2
- 1995: The Road Goes on Forever

### Dvd
- 1990: The Highwaymen Live